# Friedrich Johann Graf von Medem
Friedrich Johann Conrad Paul Carl Graf von Medem (* 29. August 1912 in Remten; † 1. Mai 1984 in Bogotá) war der Sohn von Carl Friedrich Johann Ernst Graf von Medem (* 1886) und dessen Ehefrau Helene Mathilde Jenny Dorothee Gräfin von Medem (* 1888). Er war Zoologe und Repräsentant der Crocodiles Specialist Group der IUCN für Südamerika.
Er verwandte verschiedene Schreibweisen seines Vornamens, unter anderem Federico und Fred.

## Leben
Medem wurde auf dem Stammsitz des Adelsgeschlechts der von Medem auf Schlossgut Remten (heute Remte) in Kurland (heute Lettland) geboren. Bei der Agrarreform von 1920 kam es zur Enteignung von Remten. Das Landgut wurde zerteilt und in dem Schloss eine Gemeindeschule eingerichtet. Die Familie Medem verließ Kurland und ließ sich nach mehreren Zwischenstationen – Sankt Petersburg, Finnland, Schweden und Heringsdorf – schließlich in Schlesien nieder. Friedrich Medem besuchte die Schule in Namslau und anschließend die Ritterakademie in Liegnitz. Das Abitur machte er an einem Gymnasium in Riga.

### Studium
Medem studierte von 1936 bis 1938 an der Friedrich-Wilhelms-Universität zu Berlin Zoologie, Geologie und Paläontologie. 1937 erhielt er durch Gustav Kramer die Möglichkeit, an der Zoologischen Station in Neapel bei Reinhard Dohrn zu arbeiten. Von 1938 bis 1940 studierte Medem in Tübingen. Dort wurde er Mitglied der Kameradschaft Ostland. Von 1940 bis 1942 war er mit einem Stipendium des Direktors des Kaiser-Wilhelm-Instituts für Biologie Max Hartmann von der Kaiser-Wilhelm-Gesellschaft erneut am Institut in Neapel und beendete sein Zoologie-Studium 1942 mit der Promotion in Berlin. Medem beschäftigte sich damals hauptsächlich mit den Befruchtungsstoffen von Fischen und war in diesen Jahren in engem Kontakt mit dem Meeresforscher Hans Hass, der ebenfalls von 1940 bis 1944 an der Friedrich-Wilhelms-Universität zu Berlin Zoologie studierte.

### Kriegsdienst
Ende 1942 wurde Medem vom Oberkommando der Kriegsmarine als Wehrmachtsbeamter auf Kriegsdauer eingezogen und in Greifswald ozeanografisch ausgebildet. Es war zunächst geplant, dass er zu Max Hartmann an das neue Kaiser-Wilhelm-Institut in Piräus für ozeanografische Messungen abkommandiert werden sollte. Da das Institut in Piräus kriegsbedingt nicht aus der Aufbauphase hinauskam, erfolgte diese Abkommandierung jedoch nicht mehr. Medem wurde stattdessen einer Wehrmachtseinheit zugeteilt und kämpfte an der Ostfront.

### Auswanderung und Forschung in Südamerika
Nach einem kurzen Aufenthalt (1948/49) als Assistent am Zoologischen Institut der Universität Bern wanderte Medem 1950 nach Südamerika aus. Dort fand mit den Reptilien Südamerikas (vor allem Schildkröten und Krokodile) ein neues Forschungsgebiet. Die meisten seiner wissenschaftlichen Publikationen erschienen von nun an in spanischer Sprache. 1958 erhielt er die kolumbianische Staatsbürgerschaft.
Dank eines Forschungsauftrags der Guggenheim Foundation konnte er in den Jahren 1953/54 und 1961/62 umfangreiche Studien zur vergleichenden Anatomie der Krokodile in zahlreichen Museen der USA, so Harvard, New York, Philadelphia, Chicago und Washington erstellen.
Auf vielen Expeditionen, die er zumeist alleine unternahm, drang er in die unwegsamen Gebiete des Orinoko und des Amazonas vor, um die Bestände von Krokodilen zu untersuchen. Von seinen mehrmonatigen Expeditionen brachte er umfangreiche Sammlungen mit, die er teilweise an das Field Museum of Natural History in Chicago abgab. Fast 30 neue Tierarten wurden nach Medem benannt, darunter mindestens 5 Reptilienarten (z. B. Micrurus medemi, eine Korallenschlange).
In den 1960er und 1970er Jahren lebte Medem mit seiner Frau und Tochter in Villavicencio, etwa 75 Kilometer südöstlich von Bogota. Dort hatte er eine große Farm, züchtete und untersuchte Krokodile und Schildkröten. Seine dortige „Estacion de Biologia Tropical Roberto Franco“ gehörte zur Nationaluniversität und wurde für internationale Gastforscher zum Ausgangspunkt vieler wissenschaftlicher Expeditionen. Medem war seit den 1940er Jahren in ständigem Austausch mit Robert Mertens, dem Experten für Herpetologie der Senckenberg Gesellschaft für Naturforschung. Seit 1957 war er korrespondierendes Mitglied der Senckenbergischen Gesellschaft.
1971 wurde Medem zum „Representat of the Crocodiles Specialist Group in South America“ ernannt. Dies war eine Spezialgruppe der International Union for Conservation of Nature and Natural Resources (IUCN) (Deutsch: Weltnaturschutzunion). In dieser Funktion bereiste Medem alle Staaten in Südamerika, um beharrlich Verhandlungen mit den für Naturschutz zuständigen Regierungsstellen zu führen, deren Schutzgesetze oft nicht das Papier wert waren, auf dem sie standen.
Medems zweibändiges Hauptwerk Los Crocodylia de Sur America aus den Jahren 1981 und 1983 gilt noch heute als Standardwerk.

## Sonstiges
Briefwechsel mit dem Meeresforscher Hans Hass befinden sich im Archiv des Hans-Hass-Instituts, Schriftverkehr mit dem Biologen Max Hartmann im Archiv der Max-Planck-Gesellschaft.
Medem war Titularprofessor der Universidad Nacional de Colombia  in Bogota und Mitglied der Academia Colombiana de Ciencias Exactas Fisicas y Naturales.
Medem ist der Namensgeber des 1984 gegründeten Herbario Federico Medem Bogotá im Instituto Alexander von Humboldt in Bogota.

## Werke (Auswahl)
- Beiträge zur Frage der Befruchtungsstoffe bei marinen Mollusken. Leipzig 1942 (Dissertation)
- Ecology and disease transmission potential in the Colombian Amazon Basin. Final technical report. Springfield 1971.
- Los Crocodylia de Sur America. Bogotá, Ministerio de Educación Nacional, Fondo Colombiano de Investigaciones Científicas y Proyectos Especiales "Francisco José de Caldas". Zwei Teile (1981 und 1983).